# Faceta
Facetas são procedimentos odontológicos destinados a recobrir os dentes para melhorar sua estética e função. Podem ser confecionadas em resina fotopolimerizável ou em porcelana. 
As facetas em resina fotopolímeromerizável são feitas diretamente sobre os dentes, no próprio consultório do dentista, sem a necessidade de moldagens e nem de desgastes significativos da estrutura dental. Facetas de resina fotopolímeromerizável também podem ser feitas a partir de moldagens da boca do paciente e confeccionadas em laboratório para serem posteriormente cimentadas. As facetas fotopolimerizáveis aceitam reparos posteriores, sendo que, caso haja alguma fratura ou infiltração, basta corrigir a parte afetada, não sendo necessária a sua substituição total. Já as facetas de porcelana exigem desgastes do esmalte dentário e moldagens que são enviadas aos laboratórios de prótese, onde são confeccionadas. Posteriormente são devolvidas ao dentista que as cimentará sobre os dentes do paciente. As facetas de porcelana não são passíveis de reparos: caso sofram alguma fratura ou infiltração deverão ser totalmente substituídas.
(Correção.) Laminados Cerâmicos são passíveis de reparo com resina composta e, nem sempre, é necessário a substituição.
Deve-se, antes de de optar, avaliar o caso como um todo

## Histórico
As facetas foram inventadas pelo dentista californiano Charles Pincus, em 1928, para serem usados em filmagens para a mudança temporária da aparência.